# MLW World Middleweight Championship
Le MLW World Middleweight Championship que l'on peut traduire par championnat du monde des poids moyen de la MLW est un championnat de catch utilisé par la Major League Wrestling (MLW). Il est créé le 19 juillet 2018 et récompense le meilleur catcheur de moins de 205 lb (93 kg) de cette fédération. 
Ce titre a connu douze règnes pour dix champions et a été vacant deux fois. Le titre est actuellement vacant.

## Histoire
Le 28 juin 2018, la Major League Wrestling (MLW) annonce la création du championnat du monde des poids moyen de la MLW avec un poids limite fixé à 205 lb (93 kg). Ce jour-là, la MLW annonce que Maxwell Jacob Friedman va affronter Joey Ryan dans un match simple pour désigner le premier champion. Ce match a lieu le 19 juillet où Friedman l'emporte.Fin novembre, Friedman se fracture l’omoplate et la MLW décide de rendre vacant ce titre le 7 décembre,. Le même jour, la MLW annonce que le nouveau champion sera le vainqueur d'un match de l'échelle où vont s'affronter Teddy Hart, Dezmond Xavier, El Hijo de LA Park, Gringo Loco et Kotto Brazil dans une semaine. Hart sort vainqueur de ce match.
| #  | Champion               | Règne | Date              | Durée                    | Lieu                         | Événement                            | Notes | Réf    |
| -- | ---------------------- | ----- | ----------------- | ------------------------ | ---------------------------- | ------------------------------------ | --- | ------ |
| 1  | Maxwell Jacob Friedman | 1     | 19 juillet 2018   | 4 mois et 18 jours       | Long Island City (New York)  | MLW Fusion #15 - Battle Riot Special | Il bat Joey Ryan dans un match désignant le premier champion.                                                                                   | [ 2 ]  |
| -  | Vacant                 | 1     | 7 décembre 2018   | 7 jours                  | NC                           | NC                                   | À la suite d'une blessure à l'épaule de Maxwell Jacob Friedman.                                                                                 | [ 4 ]  |
| 2  | Teddy Hart             | 1     | 14 décembre 2018  | 10 mois et 26 jours      | Miami (Floride)              | MLW Fusion                           | Il bat Dezmond Xavier, El Hijo de LA Park, Gringo Loco et Kotto Brazil dans un match de l'échelle.                                              | [ 5 ]  |
| 3  | Myron Reed             | 1     | 9 novembre 2019   | 1 an, 1 mois et 28 jours | Orlando (Floride)            | MLW Fusion                           | | [ 6 ]  |
| 4  | Lio Rush               | 1     | 6 janvier 2021    | 3 mois et 29 jours       | Orlando (Floride)            | MLW Kings of Colosseum 2021          | Le 10 février, il remporte le championnat du monde des poids lourds légers de la AAA en battant Laredo Kid au cours d'un épisode de MLW Fusion. | ,      |
| 5  | Myron Reed             | 2     | 5 mai 2021        | 4 mois et 27 jours       | Orlando (Floride)            | MLW Fusion                           | | [ 9 ]  |
| 6  | TAJIRI                 | 1     | 2 octobre 2021    | 3 mois et 19 jours       | Philadelphie (Pennsylvanie)  | MLW Fightland                        | Il bat Myron Reed, Arez et Aramis dans un match à quatre en faisant le tombé sur Reed.                                                          | [ 10 ] |
| 7  | Myron Reed             | 3     | 21 janvier 2022   | 7 mois et 28 jours       | North Richland Hills (Texas) | MLW Blood & Thunder                  | Il bat TAJIRI, Bandido et Matt Cross | [ 11 ] |
| 8  | Shun Skywalker         | 1     | 18 septembre 2022 | 1 mois et 12 jours       | Norcross (Géorgie)           | MLW Super Series                     | | [ 12 ] |
| 9  | Lince Dorado           | 1     | 30 octobre 2022   | 5 mois et 7 jours        | Philadelphie (Pennsylvanie)  | MLW Fightland                        | | [ 13 ] |
| 10 | AKIRA                  | 1     | 6 avril 2023      | 6 mois et 8 jours        | Queens (New York)            | MLW War Chamber                      | | [ 14 ] |
| 11 | Rocky Romero           | 1     | 14 octobre 2023   | 4 mois et 15 jours       | Philadelphie (Pennsylvanie)  | MLW Slaughterhouse 2023              | | [ 15 ] |
| 12 | Místico                | 1     | 29 février 2024   | 1 an, 1 mois et 7 jours  | New York City (New York)     | MLW Intimidation Games 2024          | | [ 16 ] |
| -  | Vacant                 | 2     | 5 avril 2025      | 8 jours                  | NC                           | Battle Riot VII                      | Místico rend le titre pour entrer dans la catégorie poids lourd.                                                                                | [ 17 ] |

## Règnes combinés
| Signe | Notes                       |
| ----- | --------------------------- |
|       | Travaille toujours à la MLW |

| Rang | Champion               | Nombres de Règnes | Jours combinés |
| ---- | ---------------------- | ----------------- | -------------- |
| 1.   | Myron Reed             | 3                 | 814 jours      |
| 2.   | Mistico                | 1                 | 401 jours      |
| 2.   | Teddy Hart             | 1                 | 330 jours      |
| 4.   | AKIRA                  | 1                 | 191 jours      |
| 5.   | Lince Dorado           | 1                 | 158 jours      |
| 6.   | Maxwell Jacob Friedman | 1                 | 141 jours      |
| 7.   | Rocky Romero           | 1                 | 138 jours      |
| 8.   | Lio Rush               | 1                 | 119 jours      |
| 9.   | TAJIRI                 | 1                 | 111 jours      |
| 10.  | Shun Skywalker         | 1                 | 42 jours       |